# 福田航平
福田 航平（ふくだ こうへい、1996年2月26日 - ）は、日本の映画監督、脚本家。京都市山科区出身。大学在学中より自主映画を撮り始める。映画とオカルトなものとアメコミヒーローは得意分野、フットワーク軽めな遠出型の散歩が趣味。